# Flatoidinus lictor
Flatoidinus lictor är en insektsart som beskrevs av Ronald Gordon Fennah 1971. Flatoidinus lictor ingår i släktet Flatoidinus och familjen Flatidae. Inga underarter finns listade i Catalogue of Life.